# Bosc Comunal d'Orbanyà
El Bosc Comunal d'Orbanyà és un bosc de domini públic del terme comunal d'Orbanyà, a la comarca del Conflent (Catalunya del Nord).
Està situat al nord de la comuna d'Orbanyà. Dividit en dos sectors separats entre ells, el més extens és al nord-oest de la comuna, al Solà de la Pinosa de Portapàs, on es forma la Ribera d'Orbanyà; el segon sector, un xic més petit, és al nord i nord-est del poble d'Orbanyà, en els vessants sud-occidental del Serrat Gran. Té en total una extensió de 445 hectàrees i el codi F16223Y de l'ONF (Office National des Forêts).
El bosc està sotmès a una explotació gestionada per la comuna d'Orbanyà, ja que la propietat del bosc és del comú de Noedes. Cal tenir en compte que a Orbanyà, una part del sud del territori comunal és ocupada pel Bosc Comunal de Noedes - Orbanyà.